# Państwowy Fundusz Eksportowy
Państwowy Fundusz Eksportowy – fundusz celowy ustanowiony w celu popierania wywozu wszelkiego rodzaju krajowych produktów rolnych i przemysłowych.

## Powołanie  Funduszu
Na podstawie ustawy z 1931 r. o Państwowym Funduszu Eksportowym ustanowiono Fundusz.
Wykonanie ustawy poruczono Prezesowi Rady Ministrów, Ministrowi Skarbu i innym właściwym ministrom.

## Tworzenie Funduszu
Fundusz utworzono w drodze:
- udzielania poręki za zobowiązania instytucji finansujących wywóz lub zajmujących się ubezpieczeniem kredytów wywozowych;
- udzielania poręki za wypłacalność eksportera i zagranicznego nabywcy towaru wobec banku, finansującego daną transakcję;
- udzielania poręki wobec poszczególnych eksporterów za wypłacalność zagranicznego nabywcy towaru z zastrzeżeniem, że odpowiedzialność Skarbu Państwa w tym wypadku nie może przekraczać 50% wartości ceny sprzedażnej wywożonego towaru;
- udzielania kredytu na cele produkcji eksportowej lub handlu wywozowego.

## Rachunek Funduszu
Na rachunek Funduszu przekazywane były:
- wpływy ze spłaty pożyczek udzielonych przez Skarb Państwa instytucjom kredytowym na podstawie rozporządzenia Prezydenta RP z 1927 r. i ze spłaty procentów od tych pożyczek do łącznej wysokości 60 000 000 złotych[2];
- udzielone Bankowi Gospodarstwa Krajowego z budżetu państwowego lokaty, których cele zostały już osiągnięte;
- kwoty przewidziane do przekazania przez ustawy,
- procenty i ewentualne opłaty za udzielone gwarancje lub kredyty i inne dochody, niepochodzące z funduszów państwowych.

Dochody Funduszu  przeznaczone były na zwiększenie kapitału Funduszu.

## Gwarancje Skarbu Państwa
Skarb Państwa przyjmował odpowiedzialność za poręki udzielane przez Fundusz w zakresie form pomocy:  
- do wysokości 60 000 000 zł lub w walutach zagranicznych według parytetu złota, przed terminem wpływu kapitałów i procentów,
- ponad wymienioną kwotę 60 000 000 zł lub w walutach zagranicznych według parytetu złota.

Straty wynikające  z działalności były pokrywane z kapitału Funduszu. Kapitał Funduszu ustalano w ogólnej kwocie 150 000 000 zł.
Minister Skarbu przedkładał corocznie Sejmowi sprawozdania z działalności Funduszu.

## Nowelizacja ustawy z 1931 r.
Według rozporządzenia Prezesa Rady Ministrów z 1931 r. Zarząd Państwowego Funduszu Eksportowego powierzono Międzyministerialnej Komisji Popierania Eksportu, działającej na podstawie regulaminu wydanego przez Ministra Skarbu w porozumieniu z Ministrem Przemysłu i Handlu oraz Ministrem Rolnictwa.

## Skład Komisji
W skład Międzyministerialnej Komisji Popierania Eksportu wchodziły:
- przewodniczący - powołany przez Ministra Skarbu,
- dwóch członków Ministerstwa Skarbu,
- dwóch członków Ministerstwa Przemysłu i Handlu,
- dwóch członków Ministerstwa Rolnictwa,
- jeden członek Ministerstwa Spraw Zagranicznych,
- jeden członek Banku Polskiego.

Z głosem doradczym w charakterze rzeczoznawców w pracach Komisji udział brali przedstawiciele Państwowego Banku Rolnego i Banku Gospodarstwa Krajowego. Komisja miało prawo powoływania w razie potrzeby innych rzeczoznawców, w szczególności  spośród przedstawicieli organizacji przemysłowych, handlowych i rolniczych.
Międzyministerialna Komisja Popierania Eksportu składała ze swojej działalności corocznie sprawozdania Prezesowi Rady Ministrów i Ministrom: Skarbu, Przemysłu i Handlu oraz Rolnictwa.